# Jorge Fegan
Jorge Vinicio Fegan Pólit (Quito, Ecuador, 3 de agosto de 1931 - Ciudad de México, 10 de julio de 1993) fue un actor ecuatoriano de películas y series televisivas.

## Biografía
Nació en el barrio de San Roque, en Quito, siendo el hermano mayor de una familia de ocho hermanos. Inició su carrera en la radio ecuatoriana en emisoras como Radio Quito, Gran Colombia y Nacional Espejo. Participó en radionovelas notables como El Derecho de nacer y Pasional y Sangre en las manos. En 1951, hizo su debut cinematográfico en la película ecuatoriana Amanecer en el Pichincha, dirigida por Alberto Santana.
En 1957, emigró a México, donde estudió en la Academia Andrés Soler y se integró a la Asociación Nacional de Actores (ANDA). A lo largo de su carrera en México, participó en más de 250 películas, 60 obras de teatro y 500 programas de televisión. Trabajó con figuras destacadas del cine mexicano, como Geraldine Chaplin e Ignacio López Tarso, y colaboró con directores reconocidos, entre ellos Felipe Cazals y Arturo Ripstein. Su actuación en la película Rojo Amanecer (1990) le valió el Premio Ariel.
Además de su carrera en México, Fegan mantuvo un vínculo constante con Ecuador, donde contribuyó al desarrollo teatral y cinematográfico. En 1966, presentó la obra Bandera Negra en Quito, que recibió críticas favorables. Expresó en múltiples ocasiones su deseo de fomentar una industria cinematográfica ecuatoriana sólida y adaptar obras clásicas de la literatura ecuatoriana al cine.
A lo largo de su trayectoria, también participó en varias telenovelas mexicanas, destacando en producciones como Cuna de lobos (1986) y El Maleficio II.

## Filmografía

### Películas
- 1960 - Las recién casadas[5]
- 1965 - El Barón Brákola
- 1965 - Traficantes de la muerte
- 1966 - S. O. S. Conspiración bikini
- 1967 - No juzgarás a tus padres
- 1968 - Muchachas, muchachas, muchachas
- 1973 - El Profeta Mimi
- 1973 - Tu camino y el mío
- 1976 - Canoa
- 1979 - El tahúr
- 1980 - Nuestro Juramento
- 1983 - El sexo de los pobres
- 1986 - El imperio de la fortuna
- 1988 - Miss Caribe
- 1989 - Rojo amanecer como Don Roque
- 1990 - El ganador
- 1990 - El hijo de Lamberto Quintero
- 1993 -  Principio y fin
- 1993 - Vagabunda
- 1993 - La pura

## Premios y reconocimientos
- Premio Ariel por Coactuación Masculina en Rojo amanecer, 1991.